# Вагенкнехт, Детлеф
Детлеф Вагенкнехт (нем. Detlef Wagenknecht; род. 3 января 1959, Берлин) — восточногерманский легкоатлет, специалист по бегу на средние дистанции. Выступал за сборную ГДР по лёгкой атлетике в 1977—1985 годах, чемпион Европы среди юниоров, призёр Кубков мира и Европы, многократный победитель первенств республиканского значения, участник летних Олимпийских игр в Москве.

## Биография
Детлеф Вагенкнехт родился 3 января 1959 года в Берлине.
Занимался лёгкой атлетикой в берлинском спортивном клубе «Динамо», проходил подготовку под руководством Юргена Хаазе.
Впервые заявил о себе на международном уровне в сезоне 1977 года, когда вошёл в состав восточногерманской сборной и выступил на юниорском европейском первенстве в Донецке, где стал серебряным призёром в беге на 800 метров и вместе с соотечественниками одержал победу в эстафете 4 × 400 метров.
В 1978 году впервые победил на чемпионате ГДР в дисциплине 800 метров. Принимал участие в чемпионате Европы в Праге.
В 1979 году уступил титул национального чемпиона Олафу Байеру. Отметился выступлением на VII летней Спартакиаде народов СССР в Москве, где на дистанции 800 метров взял бронзу.
В 1980 году вновь стал чемпионом Восточной Германии в беге на 800 метров. Благодаря череде удачных выступлений удостоился права защищать честь страны на летних Олимпийских играх в Москве — здесь в финале с результатом 1:47.0 финишировал шестым.
На чемпионате ГДР 1981 года снова проиграл Байеру, но установил при этом свой личный рекорд — 1:44.81. В этом сезоне был пятым на чемпионате Европы в помещении в Гренобле и третьим на Кубке мира в Риме.
В 1982 году в третий раз выиграл национальный чемпионат, показал шестой результат на чемпионате Европы в Афинах.
В 1983 году был лучшим в своей стране как на открытом стадионе, так и в закрытых помещениях. Помимо этого, дошёл до полуфинала на впервые проводившемся чемпионате мира по лёгкой атлетике в Хельсинки, финишировал вторым на Кубке Европы в Лондоне.
В 1984 году вновь выиграл зимний и летний чемпионаты Восточной Германии.
На Кубке мира 1985 года в Канберре показал в беге на 800 метров четвёртый результат.
Будучи по образованию экономистом, впоследствии работал внештатным страховым и финансовым брокером в Берлине.